# Expedició al Mogolistan d'Umar Xaikh (1377)
L'expedició al Mogolistan d'Umar Xaikh (1377) fou una breu campanya militar desenvolupada pel príncep Umar Xaikh, governador d'Andijan (Vall de Fergana) i fill de Tamerlà, contra el kan Kamar al-Din.
Timur havia estat el 1376 al Mogolistan però va retornar a causa de la malaltia del seus fill Jahangir ibn Timur. Un temps després va ordenar l'enviament d'un nou exèrcit al kanat de Mogolistan. Aquesta força estaria sota el comandament del príncep Umar Xaikh, governador d'Andijan, auxiliat per Akbugha i Khetai Bahadur i aniria contra Kamar o Kummar al-Din; Umar Xaikh va rebre ordres de consultar totes les decisions amb Sarbugha, antic rebel perdonat per Timur, que s'havia compromès a guiar l'exèrcit timúrida. Abans de la partida de les tropes, l'amir Sarbugha va aconsellar que, com que els jats (nom que donaven als mogols) eren experts en la vigilància calia desviar una divisió per arribar al seu campament per la part posterior mentre el cos principal els atacava pel davant; Es va decidir que Umar Xaikh i Sarbugha anirien per davant i una divisió manada per Ketay (Khetai) Bahatur faria un rodeig. Umar amb el cos principal, va arribar a la plana de Khuratu (on acampaven els jats) en el moment que Kamar al-Din estava sopant; va ordenar unes maniobres confuses per examinar la situació i va desorganitzar tot l'exèrcit; Kamar es va retirar finalment cap al desert i Umar el va seguir però no va trobar el seu rastre i va tornar a Samarcanda mentre Khetai Bahadur saquejava el campament de la Horda i després s'incorporava al gruix de l'exèrcit que marxava cap a Samarcanda.